# Claudius triumfbåge
Claudius triumfbåge (latin: Arcus Claudii) var en triumfbåge på centrala Marsfältet i antikens Rom. Den uppfördes på initiativ av kejsar Claudius för att hugfästa minnet av erövringen av Britannia.
Claudius triumfbåge, som utgjorde en del av Aqua Virgo, spände över Via Flaminia (dagens Via del Corso), strax norr om tvärgatorna Via del Caravita och Vicolo Sciarra. Bågen var i ruiner på 700-talet.